# Sebes György
Sebes György (Szeghalom, 1913. február 4. – Spanyolország, Lérida, 1938. április 4.) magántisztviselő, pártmunkás.

## Élete
Nyolcgyermekes szegény zsidó értelmiségi családban született. Apja Sebes (Spät) Bernát Béla szarvasi születésű tanító, anyja Diamant Berta, vallása izraelita. Kereskedelmi érettségi vizsgát tett, majd 1930 és 1932 között Budapesten a Gépkereskedelmi Rt. tisztviselőjeként dolgozott. 17 évesen belépett a KIMSZ-be, s 1932 és 1934 között az Északi Kerületi Bizottság titkáraként dolgozott. Eközben 1933-tól 1934-ig a szövetség illegális nyomdájának munkatársa is volt. Testvéreihez hasonlóan ő is többször börtönbe került; először 1932-ben fogták el a munka ünnepén, kommunista röpiratterjesztés miatt, ám hamarosan szabadult. Ismét letartóztatták, s két év hét hónap börtönre ítélték, amelyet a szegedi Csillagbörtönben töltött le. 1935-ös szabadulása után a következő évben illegálisan Spanyolországba ment, ahol részt vett a polgárháborúban, s a magyar században harcolt. A harcokban esett el.

## Családja
Testvérei: Sebes Imre, Sebes Pál, Sebes László, Sebes Sándor és Sebes István.